# Герб Табаско
Герб вільної та суверенної держави Табаско — герб мексиканського штату Табаско.
Герб, що символізує штат, є одним із найстаріших в Америці, оскільки 1598 року король Іспанії Філіп II надав даний герб місту Сан-Хуан-Батіста (Вільяермоса), надавши йому титул Вілла-Гермоса-де-Сан-Хуан-Батіста, а з 1892 року він був прийнятий як символ штату Табаско.

## Опис і значення
Герб складається з чотирьох чвертей, двох червоних (гранатово-червоних) і двох срібних. Срібні поля вказують на значну відданість між Табаско та Іспанією, а червоні поля вказують на суверенну владу короля та його захист Табаско.
- У першому червоно-червоному чвертьполі чотири золоті вежі із зубцями та вирізаними воротами, розташовані по два в ряд, що представляють Кастильське королівство.
- У другому срібному чвертьполі ліва рука зі щитом адарґа та двосічним мечем із червоною ручкою, що символізують іспанську владу над провінцією.
- У третьому срібному чвертьполі встає жінка в пояс[a] тілесного кольору з оголеним торсом, золотим ланцюгом на шиї, пучка пір'я на голові та спідниці з пір'я в червоно-зелених кольорах, червоними стрічками на передпліччях та букетами квітів в обох руках, що представляють культуру корінного населення регіону, будучи єдиним репрезентативним елементом штату Табаско на щиті.
- У четвертому чвертьполі червоних кольорів, золотий лев короні представляє стародавнє Леонське королівство.
- На овальному срібному серцевому щиті погруддя Пресвятої Богородиці, увінчаної золотом, одягненої в червоний колір і лазур. Облямівка золота. Праворуч і ліворуч щиток оточують срібні геркулесові стовпи; правий зі смугою з написом чорними літерами «PLVS», а лівий зі смугою з написом «VLTRA». Кожен зі стовп із синім глобусом із чорними меридіанами та паралелями, доповнені чорними хрестами, що тлумачиться як «Поза колонами Геркулеса», символом меж Старого світу, посилаючись на іспанське панування в Новому світі.
- На гербовому щиті закрита королівська корона, яка являє собою коло із золота, прикрашене рубінами та смарагдами того ж кольору, інтерпольованими між собою; складається з восьми флеронів листя аканта золотого кольору, п'ять з яких видно, і з листя яких виходять діадеми перлин, об'єднані в лазурному світі з напівмеридіаном і екватором золотого кольору, об'єднані хрестом із золота. Корона облямована золотою облямівкою. Це королівська корона Іспанії, символ іспанської монархії.

### Суперечність
Закон штату Табаско описує щит невірно, описуючи перше чвертьполе з одним замком замість чотирьох.

## Нотатки
1. ↑  Показано від стегна вгору